# Pierre Grenan
Pour les articles homonymes, voir Grenan.
Pierre Grenan, doctrinaire et frère aîné de Bénigne Grenan, né comme lui à Noyers.
Il entra jeune chez les Pères de la doctrine chrétienne, en 1677, et passa plusieurs années à enseigner les belles-lettres dans les collèges de sa congrégation. À cette occupation il joignait celle de la prédicatition et du confessionnal. Doué d'un esprit juste et d'un goût délicat, écrivant bien et facilement, ayant beaucoup lu, il aurait pu briller dans la littérature comme son frère, si sa faible santé ne s'y fût opposée, et si d'ailleurs d'autres devoirs à remplir n'eussent pris tout son temps ;. Il a laissé un échantillon de ce qu'il aurait pu faire dans une pièce de poésie intitulée Apologie de l'équivoque, satire pleine de finesse et de sel, imprimée en 1710, 22 pages in-12, et insérée dans divers recueils. C'est comme une suite de celle de Boileau sur le même sujet. On a attribué au P. Grenan quelques écrits anonymes et des lettres adressées à François Lefebvre de Caumartin, évêque de Blois, les uns et les autres relatifs à la bulle Unigenitus ; mais rien ne prouve qu'il y ait eu part. Il jouissait dans sa congrégation d'une considération méritée, et il en fut trois fois provincial. Il mourut le 17 février 1722, âgé d'environ 62 ans. 

## Source
« Pierre Grenan », dans Louis-Gabriel Michaud, Biographie universelle ancienne et moderne : histoire par ordre alphabétique de la vie publique et privée de tous les hommes avec la collaboration de plus de 300 savants et littérateurs français ou étrangers, 2e édition, 1843-1865 [détail de l’édition]